# Centro Nobel per la pace
Il Centro Nobel per la pace (in inglese: Nobel Peace Center; in norvegese Nobels Fredssenter) è un museo che si trova a Oslo in Norvegia, presso la piazza del municipio Rådhusplassen.

## Storia
È stato aperto nel 2005 dal Re Harald V di Norvegia con una cerimonia alla quale hanno partecipato le famiglie reali di Norvegia. Era presente anche il premio Nobel per la pace Wangari Maathai. L'edificio accoglie circa 250 000 visitatori all'anno ed è uno dei luoghi più visitati della Norvegia. Il palazzo in passato ospitava l'ex Oslo Vestbanestasjon (stazione ferroviaria di Oslo Ovest). Risalente al 1872, l'ex edificio della stazione è stato progettato dall'architetto Georg Andreas Bull. È stato utilizzato come stazione ferroviaria fino al 1989. Si affaccia sul porto e si trova vicino al municipio di Oslo.
L'architetto David Adjaye è stato responsabile del rifacimento esterno dell'edificio. Il Centro Nobel per la pace è finanziato dal Ministero della Cultura norvegese.
Al suo interno ci sono mostre ed esposizioni dedicate ai vincitori del Premio Nobel per la pace, oltre a sezioni dedicate alla storia di Alfred Nobel e degli altri premi Nobel.